# Jacques Rabemananjara
Jacques Rabemananjara (Maroantsetra, 23 giugno 1913 – Parigi, 2 aprile 2005) è stato uno scrittore e politico malgascio.

## Biografia
Nasce il 23 giugno del 1913 a Maroantsetra, nel nord-est del Madagascar. Sua madre è la figlia di un notabile locale della etnia betsimisaraka, mentre il padre è un membro della aristocrazia merina degli altipiani centrali.
Nel 1927 inizia i suoi studi al seminario di Île Sainte-Marie, per poi trasferirsi ad Antananarivo. Nella capitale fonda e dirige la Revue des Jeunes de Madagascar, stabilendo stretti legami con il poeta Jean-Joseph Rabearivelo.
Nel 1939 parte per Parigi come delegato alle celebrazioni del centocinquantesimo anniversario della Rivoluzione francese e ottiene di potervi restare per proseguire la sua formazione letteraria alla Sorbona, ottenendo al tempo stesso un incarico presso il Ministero delle colonie.
Fonda nel 1947 con altri la rivista Présence africaine.
Nel novembre del 1946 viene eletto deputato all'Assemblée Nationale nelle file del Mouvement démocratique de la rénovation malgache (MDRM); pochi mesi dopo, nell'aprile del 1947, viene imprigionato con l'accusa di aver fomentato la rivolta malgascia del 1947, condannato e trattenuto in carcere fino al 1956.
Al periodo della prigionia risalgono alcune delle sue opere più note, tra cui volumi di poesie Antsa (1948) e Lamba (1956).
Ottenuta la grazia nel 1956, deve attendere l'indipendenza del Madagascar nel 1960 prima di poter rientrare in patria. Partecipa attivamente alla vita politica della prima repubblica malgascia e viene nominato più volte ministro in seno ai governi del presidente Philibert Tsiranana.
Nel 1972, dopo il colpo di stato che porta al potere il generale Gabriel Ramanantsoa, va in esilio spontaneo a Parigi.
Nel 1992 ritorna in patria per partecipare, come candidato indipendente, al primo turno delle elezioni presidenziali, ottenendo il 2,8% dei voti.
Torna a Parigi, dove muore, il 2 aprile del 2005, all'età di 92 anni.